# Étupes
Étupes település Franciaországban, Doubs megyében. Lakosainak száma 3711 fő (2022. január 1.). Étupes Taillecourt, Vieux-Charmont és Sochaux községekkel határos.

## Népesség
A település népességének változása:
| Lakosok száma | 5198 | 4671 | 3603 | 3284 | 3607 | 3698 | 3727 | 3724 | 3721 | 3711 |
|               | 1968 | 1982 | 1990 | 2006 | 2013 | 2015 | 2017 | 2019 | 2020 | 2022 |